# Acontia caffraria
Acontia caffraria är en fjärilsart som beskrevs av Pieter Cramer 1779. Acontia caffraria ingår i släktet Acontia och familjen nattflyn. Inga underarter finns listade i Catalogue of Life.

## Bildgalleri

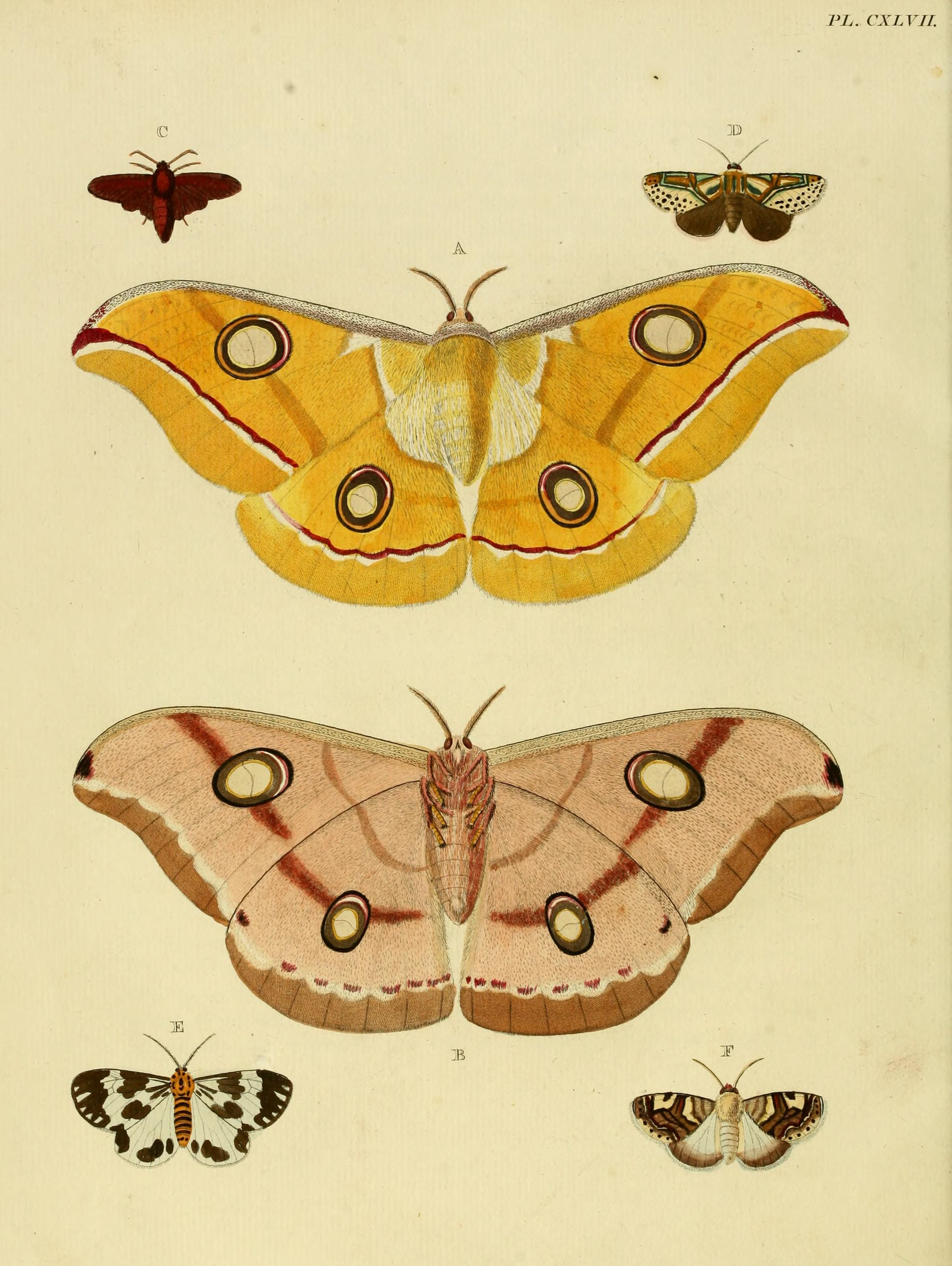